# Ronde van Italië 1949
| Eindklassement      |                     |              |
| Algemeen klassement | Fausto Coppi        | 125h 25' 50" |
| Tweede              | Gino Bartali        | + 23' 47"    |
| Derde               | Giordano Cottur     | + 38' 27"    |
| Vierde              | Adolfo Leoni        | + 39' 01"    |
| Vijfde              | Giancarlo Astrua    | + 39' 50"    |
| Zesde               | Alfredo Martini     | + 48' 48"    |
| Zevende             | Giulio Bresci       | + 49' 14"    |
| Achtste             | Serafino Biagioni   | + 53' 14"    |
| Negende             | Nedo Logli          | + 56' 59"    |
| Tiende              | Silvio Pedroni      | + 1h 02' 10" |
| (Bel)               | Léon Jomaux (20)    | + 1h 25' 26" |
| (Ned)               | geen                |              |
| Rode Lantaarn       | Sante Carollo (65e) | + 9h 57' 07" |
| Bergklassement      | Fausto Coppi        | ... punten   |
| Tweede              | Gino Bartali        | ... punten   |
| Derde               | Alfredo Pasotti     | ... punten   |
| Ploegenklassement   | Wilier              | ?            |
| Tweede              | ?                   | ?            |
| Derde               | ?                   | ?            |

In 1949 ging de 32e Giro d'Italia op 21 mei van start in Palermo. Hij eindigde op 12 juni in Monza. Er stonden 102 renners verdeeld over 15 ploegen aan de start. Deze ronde werd gewonnen door de Italiaan Fausto Coppi.
Aantal ritten: 19

Totale afstand: 4087 km

Gemiddelde snelheid: 32,584 km/h

Aantal deelnemers: 102

## Belgische en Nederlandse prestaties
In totaal namen er 7 Belgen en geen Nederlanders deel aan de Giro van 1949.

### Belgische etappezeges
- In 1949 was er geen Belgische etappezege.

### Nederlandse etappezeges
- In 1949 was er geen Nederlandse etappezege.

## Etappe uitslagen
| Datum   | Etappe    | Parcours                     | Afstand | Eerste                   | Tweede                   | Derde                   | Klassementsleider     |
| ------- | --------- | ---------------------------- | ------- | ------------------------ | ------------------------ | ----------------------- | --------------------- |
| 21 mei  | etappe 1  | Palermo - Catania            | 261 km  | Mario Fazio (Ita)        | Andrea Carrea (Ita)      | Giordano Cottur (Ita)   | Mario Fazio (Ita)     |
| 22 mei  | etappe 2  | Catania - Messina            | 163 km  | Sergio Maggini (Ita)     | Giordano Cottur (Ita)    | Fritz Schär (Zwi)       | Giordano Cottur (Ita) |
| 23 mei  | etappe 3  | Villa San Giovanni - Cosenza | 214 km  | Guido De Santi (Ita)     | Alfredo Pasotti (Ita)    | Luciano Maggini (Ita)   | Giordano Cottur (Ita) |
| 24 mei  | etappe 4  | Cosenza - Salerno            | 292 km  | Fausto Coppi (Ita)       | Adolfo Leoni (Ita)       | Gino Bartali (Ita)      | Giordano Cottur (Ita) |
| 26 mei  | etappe 5  | Salerno - Napels             | 161 km  | Serafino Biagioni (Ita)  | Adolfo Leoni (Ita)       | Luciano Maggini (Ita)   | Giordano Cottur (Ita) |
| 27 mei  | etappe 6  | Napels - Rome                | 233 km  | Mario Ricci (Ita)        | Luciano Frosini (Ita)    | Alfredo Pasotti (Ita)   | Giordano Cottur (Ita) |
| 28 mei  | etappe 7  | Rome - Pesaro                | 298 km  | Adolfo Leoni (Ita)       | Luciano Maggini (Ita)    | Alfredo Pasotti (Ita)   | Mario Fazio (Ita)     |
| 29 mei  | etappe 8  | Pesaro - Venetië             | 273 km  | Luigi Casola (Ita)       | Adolfo Leoni (Ita)       | Mario Ricci (Ita)       | Mario Fazio (Ita)     |
| 31 mei  | etappe 9  | Venetië - Udine              | 249 km  | Adolfo Leoni (Ita)       | Alfredo Pasotti (Ita)    | Luciano Pezzi (Ita)     | Adolfo Leoni (Ita)    |
| 1 juni  | etappe 10 | Udine - Bassano del Grappa   | 294 km  | Giovanni Corrieri (Ita)  | Giuseppe Doni (Ita)      | Pasquale Fornara (Ita)  | Adolfo Leoni (Ita)    |
| 2 juni  | etappe 11 | Bassano del Grappa - Bolzano | 237 km  | Fausto Coppi (Ita)       | Adolfo Leoni (Ita)       | Gino Bartali (Ita)      | Adolfo Leoni (Ita)    |
| 4 juni  | etappe 12 | Bolzano - Modena             | 253 km  | Oreste Conte (Ita)       | Antonio Bevilacqua (Ita) | Vittorio Seghezzi (Ita) | Adolfo Leoni (Ita)    |
| 5 juni  | etappe 13 | Modena - Montecatini Terme   | 160 km  | Adolfo Leoni (Ita)       | Fausto Coppi (Ita)       | Alfredo Martini (Ita)   | Adolfo Leoni (Ita)    |
| 6 juni  | etappe 14 | Montecatini Terme - Genua    | 228 km  | Vincenzo Rossello (Ita)  | Silvio Pedroni (Ita)     | Vittorio Rossello (Ita) | Adolfo Leoni (Ita)    |
| 7 juni  | etappe 15 | Genua - San Remo             | 136 km  | Luciano Maggini (Ita)    | Renzo Soldani (Ita)      | Vittorio Seghezzi (Ita) | Adolfo Leoni (Ita)    |
| 8 juni  | etappe 16 | San Remo - Cuneo             | 190 km  | Oreste Conte (Ita)       | Mario Ricci (Ita)        | Oliviero Tonini (Ita)   | Adolfo Leoni (Ita)    |
| 9 juni  | etappe 17 | Cuneo - Pinerolo             | 254 km  | Fausto Coppi (Ita)       | Gino Bartali (Ita)       | Alfredo Martini (Ita)   | Fausto Coppi (Ita)    |
| 11 juni | etappe 18 | Pinerolo - Turijn (tijdrit)  | 65 km   | Antonio Bevilacqua (Ita) | Giovanni Corrieri (Ita)  | Guido De Santi (Ita)    | Fausto Coppi (Ita)    |
| 12 juni | etappe 19 | Turijn - Monza               | 267 km  | Giovanni Corrieri (Ita)  | Mario Ricci (Ita)        | Fausto Coppi (Ita)      | Fausto Coppi (Ita)    |

 winnaars · 
roze trui · 
  puntenklassement · 
  bergklassement · 
 jongerenklassement · 
 intergiro · 
 ploegenklassement · 
 strijdlust · 
 zwarte trui
Giro d'Italia Next Gen · Giro Donne · Cima Coppi
 Belgische rozetruidragers · etappewinnaars
 Nederlandse rozetruidragers · etappewinnaars
Mannen:
1909 · 
1910 · 
1911 · 
1912 · 
1913 · 
1914 · 
1919 · 
1920 · 
1921 · 
1922 · 
1923 · 
1924 · 
1925 · 
1926 · 
1927 · 
1928 · 
1929 · 
1930 · 
1931 · 
1932 · 
1933 · 
1934 · 
1935 · 
1936 · 
1937 · 
1938 · 
1939 · 
1940 · 
1946 · 
1947 · 
1948 · 
1949 · 
1950 · 
1951 · 
1952 · 
1953 · 
1954 · 
1955 · 
1956 · 
1957 · 
1958 · 
1959 · 
1960 · 
1961 · 
1962 · 
1963 · 
1964 · 
1965 · 
1966 · 
1967 · 
1968 · 
1969 · 
1970 · 
1971 · 
1972 · 
1973 · 
1974 · 
1975 · 
1976 · 
1977 · 
1978 · 
1979 · 
1980 · 
1981 · 
1982 · 
1983 · 
1984 · 
1985 · 
1986 · 
1987 · 
1988 · 
1989 · 
1990 · 
1991 · 
1992 · 
1993 · 
1994 · 
1995 · 
1996 · 
1997 · 
1998 · 
1999 · 
2000 · 
2001 · 
2002 · 
2003 · 
2004 · 
2005 · 
2006 · 
2007 · 
2008 · 
2009 · 
2010 · 
2011 · 
2012 · 
2013 · 
2014 · 
2015 · 
2016 · 
2017 · 
2018 · 
2019 · 
2020 · 
2021 · 
2022 · 
2023 · 
2024 · 
2025
Vrouwen:
1988 · 
1989 · 
1990 · 
1991 ·
1992 ·
1993 · 
1994 · 
1995 · 
1996 · 
1997 · 
1998 · 
1999 · 
2000 · 
2001 · 
2002 · 
2003 · 
2004 · 
2005 · 
2006 · 
2007 · 
2008 · 
2009 · 
2010 · 
2011 · 
2012 ·
2013 · 
2014 ·
2015 ·
2016 ·
2017 ·
2018 ·
2019 ·
2020 ·
2021 ·
2022 ·
2023 ·
2024 ·
2025